# Golăiești (gmina)
Golăiești – gmina w Rumunii, w okręgu Jassy. Obejmuje miejscowości Bran, Cilibiu, Cotu lui Ivan, Golăiești, Grădinari, Medeleni, Petrești i Podu Jijiei. W 2011 roku liczyła 3732 mieszkańców.